# Premio Internacional de Poesía Rey Juan Carlos I
El Premio Internacional de Poesía Rey Juan Carlos I, ya desaparecido, era otorgado por el Ayuntamiento de Marbella a un poemario en castellano, que publicaría la editorial Visor. Las obras ganadoras de las seis primeras ediciones del certamen fueron:
- 1983: El humo de los barcos, de José Ramón Ripoll.

- 1984: Variaciones y reincidencias, de Javier Salvago.

- 1985: Devocionario, de Ana Rosetti.

- 1986: Ventanas sobre el bosque, de Antonio Jiménez Millán.

- 1987: La luz, de otra manera, de Vicente Gallego.

- 1988: Los hábitos del artillero, de Luisa Castro.

Otros poetas posteriormente premiados fueron Aurora Luque, Juan Carlos Suñén y  José Antonio Mesa Toré.
- Datos: Q6084532